# 籠手田安一
籠手田 安一（こてだ やすかず、天文22年（1553年） - 没年不明）は、戦国時代から安土桃山時代にかけての武将。父は松浦氏の重臣・籠手田安経。

## 略歴
父や祖父・安昌と同じくキリシタンとなった。洗礼名はドン・ジェロニモ。子（ドン・トマス）も信徒だった。
慶長4年（1599年）、松浦隆信が死去すると、その嫡子・鎮信は領内のキリシタンに棄教を迫った。同年以降、家臣にも棄教を命じるようになったため、安一は、一族・600人のキリシタンを連れて長崎に出奔した。しかし、長崎に入ることを断られ、（当時の）長崎の対岸にある稲佐に住んだという。